# حفل توزيع جوائز الأوسكار الثمانون

شعار مهرجان توزيع الأوسكار 2008

أقيم حفل توزيع جوائز الأوسكار الثمانون يوم الأحد الرابع والعشرين من شهر فبراير 2008، على مسرح كوداك في كاليفورنيا، الولايات المتحدة الأمريكية. وقدم الحفل جون ستيورات للمرة الثانية بعد تقديمه للحفل الثامن والسبعين. وهي المرة الثالثة والثلاثين التي تبث فيها وكالة إي بي سي فعاليات الحفل في الولايات المتحدة وذلك ضمن عقد سارٍ حتى عام 2014.

## الترشيحات

### جائزة أفضل فيلم
- المغفرة
- مايكل كلايتون
- لا وطن للمسنين (الفائز)
- سوف يكون هناك دم
- جونو

### جائزة أفضل مخرج
- جوليان شنابل عن فيلم قناع الغوص والفراشة
- جيسون ريتمان عن فيلم جونو
- تولي جيلروي عن فيلم مايكل كلايتون
- جويل وإيثان كوين عن فيلم لا وطن للمسنين (الفائز)
- بول توماس أندرسون عن فيلم سوف يكون هناك دم

### جائزة أفضل ممثل رئيسي
- جورج كلوني عن فيلم مايكل كلايتون
- دانييل دي لويس عن فيلم سوف يكون هناك دم (الفائز)
- جوني ديب عن فيلم سويني تود
- تومي لي جونز عن فيلم وادي إيلاه
- فيجو مورتنسن عن فيلم وعود شرقية

### جائزة أفضل ممثلة رئيسية
- كيت بلانشيت عن فيلم إليزابيث: العصر الذهبي
- جولي كريستي عن فيلم بعيدا عنها
- ماريون كوتيار عن فيلم الحياة الوردية (الفائز)
- لورا ليني عن فيلم المتوحشون
- إلين بيج عن فيلم جونو

### جائزة أفضل ممثل ثانوي
- كيسي أفليك عن فيلم اغتيال جيسي جيمس على يد الجبان روبرت فورد
- خافيير بارديم عن فيلم لا وطن للمسنين (الفائز)
- فيليب سيمور هوفمان عن فيلم حرب تشارلي ويلسون
- هال هولبروك عن فيلم البراري
- توم ويلكنسون عن فيلم مايكل كلايتون

### جائزة أفضل ممثلة ثانوية
- كيت بلانشيت عن فيلم لست هناك
- روبي دي عن فيلم رجل العصابات الأمريكي
- سيرشا رونان عن فيلم المغفرة
- آمي ريان عن فيلم رحلت الطفلة رحلت
- تيلدا سوينتون عن فيلم مايكل كلايتون (الفائز)

### جائزة أفضل فيلم رسوم متحركة
- برسبوليس
- ركوب الأمواج
- راتاتوي (الفائز)

### جائزة أفضل فيلم وثائقي
- لا نهاية قريبة
- سيكو
- تاكسي إلى الجانب المظلم (الفائز)
- حرب/رقص
- عملية العودة للوطن: كتابة تجربة فترة الحرب

### جائزة أفضل فيلم بلغة أجنبية
- بيوفورت من إسرائيل باللغة العبرية
- المزورون من النمسا باللغة الألمانية (الفائز)
- كاتين من بولندا باللغة البولندية
- المنغولي من كازاخستان باللغة المنغولية
- 12 من روسيا باللغة الروسية

### جائزة أفضل موسيقى تصويرية
- داريو ماريانيلي عن المغفرة (الفائز)
- ألبيرتو إجليسياس عن عداء الطائرة الورقية
- جيمس نيوتن هاوارد عن مايكل كلايتون
- مايكل جاكينو عن راتاتوي
- ماركو بيلترامي عن 3:10 تو يوما

## وصلات جارجية
- الموقع الرسمي لمهرجان الأوسكار

## روابط خارجية
- حفل توزيع جوائز الأوسكار الثمانون على موقع IMDb (الإنجليزية)
- حفل توزيع جوائز الأوسكار الثمانون على موقع ميوزك برينز (الإنجليزية)